# Celaenia distincta
Celaenia distincta là một loài nhện trong họ Araneidae.
Loài này thuộc chi Celaenia. Celaenia distincta được Octavius Pickard-Cambridge miêu tả năm 1869.